# Mount Bloomfield
Der Mount Bloomfield ist ein 605 m hoher, kuppelförmiger und mit Geröll überlagerter Berg im ostantarktischen Mac-Robertson-Land. In den südlichen Prince Charles Mountains ragt er 8 km westlich des Mount Rymill auf.
Kartiert wurde der Berg anhand von Luftaufnahmen, die 1956 im Rahmen der Australian National Antarctic Research Expeditions entstanden. Das Antarctic Names Committee of Australia (ANCA) benannte ihn 1961 nach dem Luftwaffenoffizier Edward Bloomfield von der Royal Australian Air Force, Navigator des Antarktisfluges von der Mawson-Station im Jahr 1960.